# Clifton (Kumbria)
Clifton – wieś i civil parish w Anglii, w Kumbrii, w dystrykcie (unitary authority) Westmorland and Furness. Leży 33 km na południowy wschód od miasta Carlisle i 388 km na północny zachód od Londynu. W 2011 roku civil parish liczyła 497 mieszkańców.